# Pernille Holst Holmsgaard
Pernille Holst Holmsgaard (* 6. September 1984 in Pandrup, Dänemark; geborene Pernille Holst Larsen) ist eine ehemalige dänische Handballspielerin.

## Karriere
Holmsgaard begann das Handballspielen bei Jetsmark HK. Später wechselte die Rechtshänderin zu Horsens HK, mit dem sie in der höchsten dänischen Spielklasse spielte. Im Jahre 2007 schloss sie sich dem Ligarivalen Aalborg DH an. Mit Aalborg wurde die Rückraumspielerin in der Saison 2008/09 Vizemeisterin. Ab dem Sommer 2009 ging sie für GOG Svendborg TGI auf Torejagd. Kurz darauf bildete GOG mit Odense Håndbold die Spielgemeinschaft HC Odense, für die Holmsgaard weiterhin spielte. Ab dem Sommer 2011 stand sie bei Viborg HK unter Vertrag. Im Sommer 2013 wechselte sie zu København Håndbold. In der Saison 2016/17 stand Pernille Holst Holmsgaard bei Nykøbing Falster Håndboldklub unter Vertrag, mit dem sie die dänische Meisterschaft gewann.
Anschließend beendete sie ihre Karriere.
Für die dänische Nationalmannschaft bestritt Holmsgaard 136 Länderspiele, in denen sie 124 Tore erzielte. Sie gehörte zum Aufgebot ihres nationalen Verbandes bei der Weltmeisterschaft 2009 in China. Im Sommer 2012 nahm sie an den Olympischen Spielen in London teil. Pernille Holst Holmsgaard gewann bei der Weltmeisterschaft 2013 die Bronzemedaille und erzielte drei Treffer in acht Partien.